# Tempes
Tempes (tiếng Hy Lạp: ?) là một khu tự quản ở vùng Thessalía, Hy Lạp. Khu tự quản Tempes có diện tích 577 km², dân số theo điều tra ngày 18 tháng 3 năm 2001 là 15439 người.